# باغین (جیرفت)
باغین یک روستا در ایران است که در شهرستان جیرفت استان کرمان واقع شده‌است. باغین ۶۶ نفر جمعیت دارد.

## جمعیت
این روستا در دهستان دلفارد  قرار دارد و براساس سرشماری مرکز آمار ایران در سال ۱۳۸۵، جمعیت آن ۶۶ نفر (۱۷ خانوار) بوده‌است.